# Neelam Karki Niharika
Neelam Karki Niharika (n. 1974 - ...) este o scriitoare nepaleză.